# Aidabara-ebe
Aidabara-ebe (Aidabaraebe) ist ein osttimoresischer Ort im Suco Purugua (Verwaltungsamt Cailaco, Gemeinde Bobonaro). Er liegt im Nordwesten der Aldeia Lesupu, an der Überlandstraße von Maliana nach Hatolia Vila, auf einer Meereshöhe von 62 m. Im Westen fließt der Nunura. Südlich befindet sich das Dorf Heda und der Berg Foho Ruutali (135 m). Nördlich des Utobato, eines Zuflusses des Nunura, liegt das Dorf Suriubu Turema (Suco Goulolo).